# Río Beas (Granada)
El río Beas es un corto río del sur de España de la cuenca hidrográfica del Guadalquivir, que discurre en su totalidad por el territorio del centro de la provincia de Granada. 

## Curso
Nace por la confluencia de las tres ramblas que bajan de la Sierra de Beas: la rambla Seca, la rambla de los Enebrales y la rambla de Puerto Blanco, en el término municipal de Beas de Granada. Estas ramblas suelen ir secas la mayor parte del año, por lo que el nacimiento principal del río se encuentra más abajo y está formado por varios manantiales y pozas, siendo el más estable la fuente del Churro.
Dentro del casco urbano de la localidad de Beas de Granada se le une el arroyo del Hornillo, o arroyo a secas, que en época de lluvias puede llevar más caudal que el propio río, aunque en verano suele estar seco. Poco después de esta unión el río forma una bonita catarata de unos 10 metros de altura.
Aguas abajo se le une el barranco de Tilalva, y ya en el término municipal de Granada capital, a la altura del Cortijo de Cortes, desemboca en el río Darro, del que es su principal afluente.

## Obras hidráulicas
Una obra hidráulica reseñable es el llamado canal de los Franceses, compuesto por dos conducciones de agua derivadas del río Beas (canal de Beas-Almecín) y del río Aguas Blancas (canal de Aguas Blancas, de Quéntar, de Cenes o de La Lancha) que fue puesto en servicio en el último cuarto del siglo XIX por la Sociedad Anónima de los Terrenos Auríferos de España con el fin de abastecer las labores mineras de extracción del oro aluvial del Cerro del Sol. Si bien el canal de Beas-Almecín se superpuso a una acequia construida por Muhammed V en el siglo XIV a su vez reutilizando el trazado de un canal minero de época romana.

## Flora y fauna
En la cuenca de los ríos Darro y Beas, al igual que la vecina cuenca del río Aguas Blancas, el pastizal matorral está formado principalmente por aromáticas así como algunas pequeñas encinas. En los bosques predominan las coníferas sobre todo de pino pinaster y halepensis. Los cultivos predominantes son el de cereal y el arbolado de secano como almendro, olivar y viñedo, y algunas huertas.